# 刺槐亭醇
刺槐亭醇（也称为3,7,3',4',5'-五羟基黄烷）是一种有机化合物，分子式C
15H
14O
6，属于黄酮类化合物中的黄烷-3-醇衍生物。